# Mutual Broadcasting System
Mutual Broadcasting System (comúnmente conocido como Mutual, a veces denominado MBS, Mutual Radio o Mutual Radio Network; nombre corporativo Mutual Broadcasting System, Inc.) fue una cadena de radio estadounidense. Fue establecida el 29 de septiembre de 1934 a través de un acuerdo entre 4 estaciones de radio en AM (WXYZ en Detroit, WGN en Chicago, WOR en Nueva York y WLW en Cincinnati) mediante el cual se formaba una cooperativa en la cual se compartía programación. Mutual fue partícipe de la edad dorada del drama radial en Estados Unidos, al ser el "hogar" original de El Llanero Solitario y Las Aventuras de Superman así como la cadena original de La Sombra.
Durante muchos años, fue una emisora nacional de Grandes Ligas (incluyendo el Juego de Estrellas y la Serie Mundial), la NFL y transmisiones de boxeo, tenis y golf, entre otras transmisiones deportivas. Desde mediados de la década de 1930 y durante varias décadas, Mutual dirigió un servicio de noticias muy respetado acompañado de una variedad de populares programas de comentarios. Durante la década de 1970, Mutual fue pionero en los shows radiales nocturnos y presentó al país a Larry King.
A comienzos de los años 70, Mutual lanzó cuatro cadenas de radio:  Mutual Black Network (MBN, el cual evolucionó hasta ser conocida actualmente como American Urban Radio Networks (AURN)), Mutual Cadena Hispánica, Mutual Southwest Network y Mutual Lifestyle Radio, esta última cancelada en 1983.
De las cuatro cadenas nacionales de la era clásica de la radio estadounidense, Mutual tuvo durante décadas el mayor número de afiliados, pero la posición financiera menos segura, lo cual impidió que Mutual se expandiera a la televisión después de la Segunda Guerra Mundial como lo hicieron las otras 3 cadenas. Durante los primeros 18 años de su existencia, Mutual fue poseída y operada como una cooperativa (un sistema similar al de la NPR en la actualidad), estableciendo la red aparte de sus competidores corporativos. Las estaciones miembro de Mutual compartieron sus propios gastos originales de programación, transmisión y promoción, y los ingresos publicitarios. Desde el 30 de diciembre de 1936, cuando debutó en el oeste del país, Mutual tenía afiliados de costa a costa (llegando a tener 950 estaciones afiliadas en 1979). Su estructura de negocio cambiaría después de que General Tire (compañía fabricante de neumáticos) asumiera la propiedad mayoritaria en 1952 a través de una serie de adquisiciones de estaciones regionales e individuales.
Una vez que General Tire vendió la cadena en 1957, la propiedad de Mutual estaba en gran parte desconectada de las estaciones a las que servía, llevando a un modelo más convencional de producción y distribución de programas. Poco después de la venta, uno de los nuevos equipos ejecutivos de la cadena fue acusado de aceptar dinero para usar Mutual como vehículo de propaganda extranjera. La reputación de la cadena sufrió graves daños, pero pronto se recuperó. Mutual cambió de dueños frecuentemente en años posteriores, incluso dejando a un lado las adquisiciones y fusiones a gran escala. Westwood One, que compró Mutual en 1985, fue la séptima de una serie de nuevos propietarios que siguieron a General Tire.
Mutual cesó sus operaciones el 17 de abril de 1999.